# Triple Glaciers
Triple Glaciers – lodowiec na północno-zachodnim zboczu góry Mount Moran na terenie Wyoming w Stanach Zjednoczonych. W jego pobliżu znajdują się także lodowce górskie Skillet Glacier oraz Falling Ice Glacier.